# André van der Louwbrug
De André van der Louwbrug is een kokerbrug over de Scheepmakershaven en de Wijnhaven in het centrum van de Nederlandse stad Rotterdam.

## Geschiedenis
De brug verbindt de Willemsbrug ter hoogte van de Boompjes met de Blaak. In het basisplan voor de Wederopbouw van Rotterdam uit 1946 was voorzien in de vervanging van de oude Willemsbrug door een nieuwe brug ter hoogte van de Oude Haven. Omdat deze vervanging uitbleef en de verkeersstroom te groot werd voor het Bolwerk en de Geldersekade, werd besloten tot de aanleg van de Verlengde Willemsbrug. Hierdoor kwam het verkeer uit Rotterdam-Zuid direct uit op de Blaak, die er voldoende capaciteit voor heeft. Met de bouw van de Verlengde Willemsbrug werd in 1962 begonnen en al op 28 september 1963 ging de brug open voor het tramverkeer. Op 18 oktober 1963 werd de brug officieel geopend voor het overige verkeer. De bouw van de brug werd uitbesteed aan de Hollandsche Beton Maatschappij en kostte in totaal 1.131.000 gulden.
Toen de oude Willemsbrug in 1981 werd vervangen door een nieuwe brug bleef de Verlengde Willemsbrug gehandhaafd. In 2015 heeft de gemeente Rotterdam de brug de naam André van der Louwbrug gegeven, vernoemd naar André van der Louw, oud-burgemeester van Rotterdam.